# Herzi Halevi
Pour les articles homonymes, voir Halévi.
Herzl Halevi dit Herzi Halevi (en hébreu : הרצל "הרצי" הלוי), né le 17 décembre 1967 à Jérusalem, est un militaire israélien. Il est chef d'État-Major de Tsahal de janvier 2023 à mars 2025. 

## Biographie
Il est le chef d'état-major de l'armée israélienne depuis janvier 2023. Il succède à Aviv Kokhavi.
Le 21 janvier 2025, il annonce qu'il quittera sa fonction de chef d'état-major le 6 mars 2025, s'attribuant la responsabilité dans l'échec de la protection d'Israël lors de l'attaque du 7 octobre.